# Paul Alexis

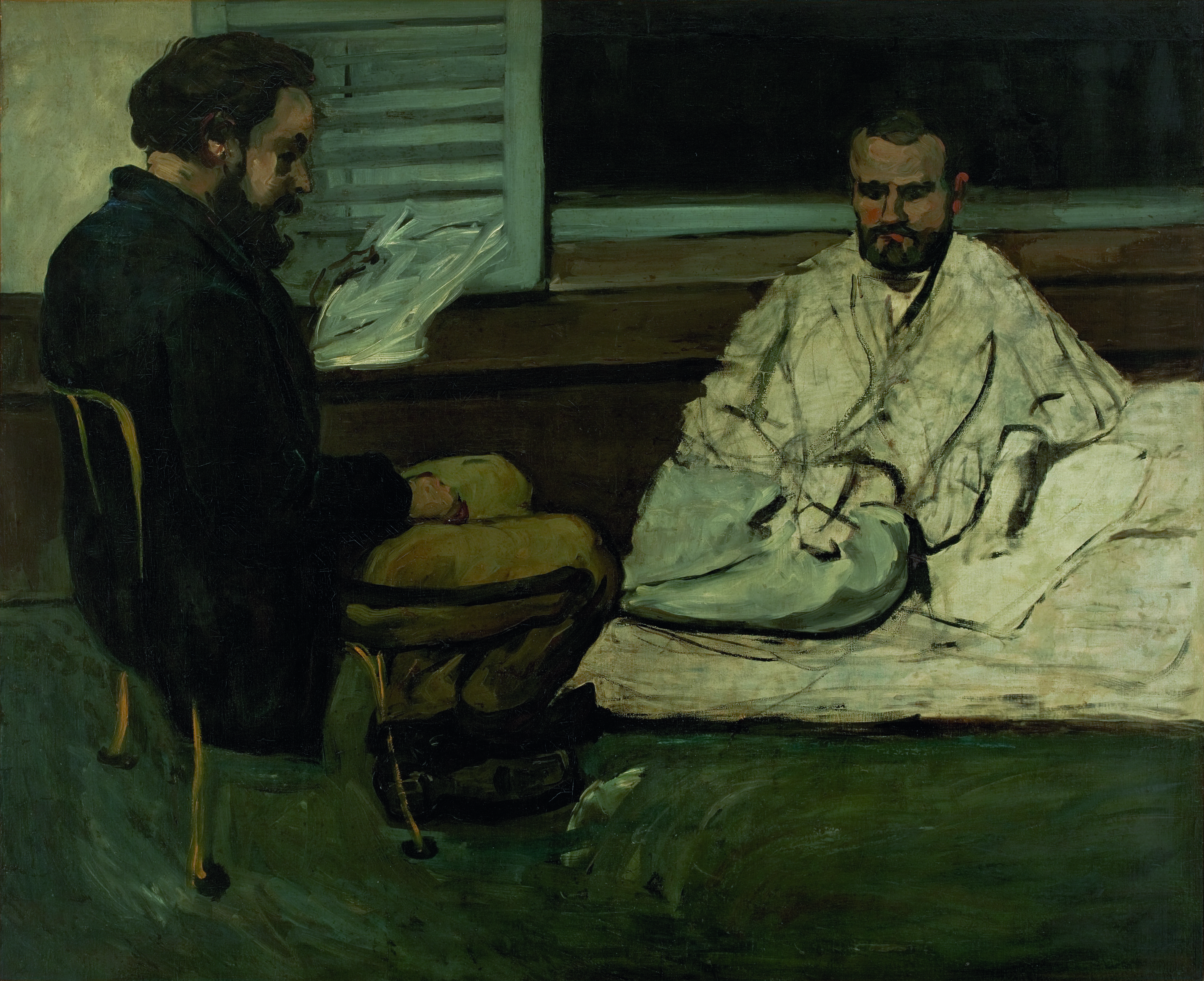
Paul Cézanne: Paul Alexis liest Émile Zola vor, 1869–1870, Museu de Arte Moderna de São Paulo

Paul Alexis

Paul Alexis (* 16. Juni 1847 in Aix-en-Provence, Département Bouches-du-Rhône; † 28. Juli 1901 in Levallois-Perret, Département Seine) war ein französischer Schriftsteller, Theaterautor und Journalist.

## Leben
Nach einem Jurastudium in seiner Heimatstadt ging Alexis nach Paris, wo er ein enger Freund von Émile Zola und dessen Familie wurde. In Paris war er für mehrere Zeitungen mit Beiträgen, zum Teil anonym, tätig. Er schrieb unter anderem für die Zeitungen L'Avenir national, La Cloche, Le Cri du peuple, Gil Blas, Le Journal, und Le Voltaire.

## Wirken
Alexis schrieb Romane und Novellen im naturalistischen Stil. Das gilt auch für seine Theaterstücke, von denen er einige mit Oscar Méténier schrieb. Zusammen mit Émile Zola gehörte er zu der Gruppe der sechs. Von Paul Cézanne stammt das Gemälde aus den Jahren 1869/1870 Paul Alexis liest Zola vor, das 2012 in schweizerischem Privatbesitz ist. Henry Céard bezeichnete Paul Alexis als Zolas Schatten.

## Werke
Romane und Novellen:
- La Fin de Lucie Pellegrin. L'Infortune de M. Fraque. Les Femmes du Père Lefèvre. Journal de M. Mure. Éditions Gervais Charpentier, Paris 1880.
- Le Collage. Éditions Henry Kistemaeckers, Brüssel, 1883.
- Le Besoin d'aimer. Éditions Gervais Charpentier, Paris, 1885. (Text auch online)
- Trente romans. Le Cœur. La Chair. L'Esprit. Éditions Charpentier, Paris 1885. (Text auch online)
- L'Éducation amoureuse, Éditions Charpentier, Paris 1890, (Text auch online).
- Un amour platonique.Édition Librairie des publications, Paris 1886. (Text auch online)
- Madame Meuriot, mœrs parisiennes, Éditions Charpentier, Paris 1890. (Text auch online).
- La Comtesse. Treize symboles. Quelques originaux. 1897.
- Vallobra, Éditions Gervais Charpentier, Paris 1901. (Text auch online).

Theaterstücke:
- Celle Qu'on n'épouse pas. Komödie in einem Akt. UA: Théâtre du Gymnase, 8. September 1879, Paris.
- La Fin de Lucie Pellegrin. Stück in drei Akten. UA: Théâtre-Libre, 15. Juni 1888, Paris. Charpentier, 1888. (Text auch online)
- mit Oscar Méténier: Monsieur Betsy. Komödie in vier Akten. UA: Théâtre des Variétés, 3. März 1890, Paris. Charpentier, Paris.
- mit Oscar Méténier: Charles Demailly. Stück in vier Akten nach Edmond und Jules de Goncourt, UA: Théâtre du Gymnase, Paris, 19. Dezember 1892.
- mit Giuseppe Giacosa: La provinciale. UA: Théâtre du Vaudeville, 6. Oktober 1893.

sonstiges:
- Emile Zola: notes d'un ami. Avec des vers inédits de Émile Zola, Éditions Gervais Charpentier, Paris 1882.